# Hexamethyldisilazaan
Hexamethyldisilazaan of HMDS is een organische siliciumverbinding en een secundair amine. Formeel kan de structuur opgevat worden als ammoniak waarbij twee waterstofatomen zijn vervangen door twee trimethylsilylgroepen. HMDS is een eenvoudig silazaan.
Het is een heldere, kleurloze, ontvlambare vloeistof met een typische prikkelende ammoniakgeur. Ze ontleedt met water (hydrolyse) tot ammoniak (NH3) en trimethylsilanol (Si(CH3)3OH).

## Toepassingen
Hexamethyldisilazaan wordt aangewend als oplosmiddel in sommige verfproducten.
Het is een reactief product, dat wordt gebruikt als (laboratorium)reagens voor silyleringen, waarbij het trimethylsilylgroepen levert. Het wordt ook gebruikt in de productie van siloxaanpolymeren. Die worden onder meer als lijmen en afdichtingsproducten gebruikt; die bevatten gewoonlijk nog 1 tot 5% hexamethyldisilazaan.
Hexamethyldisilazaan wordt gebruikt voor de oppervlaktebehandeling van kiezelzuurdeeltjes, om ze hydrofoob te maken. Dat proces wordt onder andere gebruikt voor gaschromatografische kolommen.
Hexamethyldisilazaan is een hulpstof in de elektronische nijverheid (microfabricatie) voor de depositie en verbeterde hechting van dunne films bij de fabricatie van geïntegreerde schakelingen. Hierbij wordt de wafer eerst behandeld met een laag hexamethyldisilazaan, nog voor het aanleggen van een fotoresistentielaag. Het zal de adhesie van de fotoresist op de wafer verbeteren: het verandert de eigenschappen van de siliciumatomen op het oppervlak en maakt het in plaats van hydrofiel juist hydrofoob, wat de adhesie ten goede uitkomt.
Verder wordt hexamethyldisilazaan gebruikt om een aantal niet-nucleofiele basen te bereiden, zoals lithiumbis(trimethylsilyl)amide (LiHMDS).